# Вандоловський Олександр Георгійович
Вандоловський Олександр Георгійович (нар. 2 вересня 1934 р., м. Харків) — спеціаліст у сфері технології будівельних матеріалів, доктор технічних наук.

## Біографія
Олександр Вандоловський народився 2 вересня 1934 року у м. Харків.
У 1957 р. закінчив Харківський інститут інженерів залізничного транспорту.
У період з 1958 по 1961 роки він працював у «Південдіпроруді».
У період з 1961 по 1969 роки, а також з 1973 по 1983 роки він працював в Українському інституті водопостачання, каналізації та інженерної геології.
У період з 1969 по 1973 роки він працював в Українському Науково-дослідному інституті гідротехніки і меліорації.
З 1983 року він працює у Харківському технічному університеті будівництва та архітектури на різних посадах.
Сьогодні він обіймає посоду завідувача кафедри будівництва та цивільної їнженерії Навчально-наукового інституту технічного сервісу

## Творчий доробок
Олександр Вандоловський є автором низки статей та патентів:
- Вандоловський О. Г. Бетонные трубы для водохозяйственного строительства. Москва, 1971 (співавт.)
- Вандоловський О. Г. Улучшение экологической обстановки подтопленных территорий // Екологічність продукції АПК. — Т. 2. — 1999.
- Вандоловський О. Г. Повышение механической прочности трубофильтров на пористых заполнителях // Коммунальное хозяйство городов. — К., 1999. — Вып. 19
- Вандоловський О. Г. Немедленная распалубка бетонных изделий с применением электрообработки // Науковий вісник будівництва. — 2001. — Вип. 12
- Вандоловський О. Г. Повышение прочности при растяжении конструкционного керамзитобетона // Науковий вісник будівництва. — 2001. — Вип. 13.